# ディズニーデラックス
ディズニーデラックス（Disney Deluxe）は、かつてウォルト・ディズニー・ジャパンとNTTドコモが運営していた日本の動画ストリーミングサービスである。

## 概要
2019年3月7日にウォルト・ディズニー・ジャパンとNTTドコモはディズニーデラックスを発表し、2019年3月26日よりサービスの提供を開始した。
サービスの利用には「ディズニーアカウント」の他に、サービスの決済システムを提供しているドコモの「dアカウント」の取得が必要となるが、ドコモの携帯回線の契約は不要だった。
なお、ウォルト・ディズニー・ジャパンはアプリの開発並びにコンテンツ制作などといったサービスの提供、ドコモはdアカウントによる認証と決済手段の提供、本サービスの販売促進をそれぞれ担当する。
2019年11月12日にアメリカなどでサービスを開始した「Disney+（ディズニープラス）」との関係について、2019年3月の発表時点では、ディズニーデラックスはディズニーとドコモの関係性により生まれたもののため、Disney+とは無関係であり、別のサービスになるとしていた。また、2020年4月8日（現地時間）にウォルト・ディズニー・ダイレクト・トゥ・コンシューマー&インターナショナル（DTCI）がDisney+の日本でのサービス開始予定を明かした時点ではDTCIも同様の認識を示していたことで、このままでは両サービスが併存する事態が発生しかねないとして動向が注目されていた。
ディズニーシアターでは原則として、定額制見放題（SVOD）の作品のみを配信しているが、2019年10月に配信された『アラジン』など、最新作については期間限定で都度課金（TVOD）を行う場合がある。
なお、それまで配信されていたディズニー関連の定額制見放題作品に関してはテレビ番組のみHuluやAmazonプライム・ビデオなど、ディズニーシアターと競合する定額制動画配信サービスで配信されていた。
また、ディズニーデラックスのサービス開始直前となる2019年3月20日にウォルト・ディズニー・カンパニーが21世紀フォックスの映画・テレビ部門を買収し、Disney+では『アバター』や『ザ・シンプソンズ』をはじめとする20世紀スタジオ（旧・20世紀フォックス）の映画やアニメーション、ナショナル ジオグラフィックのドキュメンタリーを配信しているが、2020年6月のDisney+へのリブランド（後述）まで、ディズニーシアターでのフォックスやナショナル ジオグラフィック系作品の配信は行われていなかった。その一方で『名探偵コナン』や『ひつじのショーン』などといった、ウォルト・ディズニーグループ以外が制作したテレビアニメについてもディズニーシアターにて配信していた。
2020年5月28日、WDJはドコモとの独占的な協業を通じて、日本でのDisney+のサービスを同年6月11日に開始すると発表し、遅れてドコモも同様の発表を行った。その際、結局はディズニーシアターのアプリをDisney+へアップデートする形で行われることになったため、6月11日以降もディズニーデラックス会員はそのままDisney+を利用できることになった。

## 料金
- 月額990円（税別）[1][4]。
  - 2019年12月1日から「ドコモのギガプラン」[24]契約者は最大1年間700円（税別）割引になるセット割引も用意されていた[22][25]。
  - ドコモの携帯回線契約者（と関連付けされているdアカウントでの会員）は携帯電話料金と合算されて請求される。それ以外のdアカウントでの会員は登録したクレジットカードから請求された[1]。
- Disney+サービス開始後は『「ディズニープラス」と「ディズニーDX」アプリを楽しめるサービス』への契約となった[26]。

## オリジナル番組
アメリカなどで開始されている「Disney+」ではオリジナル番組が次々と配信されているが、ディズニーデラックスでのサービス開始当初は中島健人（Sexy Zone）によるクイズ番組『ディズニー イッツ・ア・クイズワールド』のみしか存在していなかった。その後、2019年6月7日に既にフィリピンにて公開されていたディズニー映画『三人の騎士』の新作アニメシリーズとなる『三人の騎士の伝説』が海外製作では初のディズニーデラックス独占番組として配信開始となった。同年12月26日には『マンダロリアン』がDisney+制作のオリジナル番組としては初めてディズニーデラックスに登場すると同時にディズニーシアターにて独占配信を開始した。
前述の通り、2020年6月11日にディズニーシアターがDisney+にサービスを移行したが、ディズニーデラックス時に日本国内で制作されたオリジナル番組は一部を除き、引き続きDisney+でも配信されている。なお、移行措置として、ディズニーデラックスの一部オリジナル番組が同年6月1日から10日までの間、一時的に配信停止となった。
- 『ディズニー イッツ・ア・クイズワールド』- 2019年3月26日[27]。
- 『三人の騎士の伝説』- 2019年6月7日[28][29]。
- 『スター・ウォーズ マンダロリアン』- 2019年12月26日[30][31][32][34][35]。
- 『Disney マイ・ミュージック・ストーリー』 - 2020年1月31日[36]。

## ディズニーDX
ディズニーデラックスには、スマートフォン向けアプリケーションを通じて動画以外のコンテンツを提供する「ディズニーDX」「スター・ウォーズ DX」「マーベルDX」が含まれていた。
2020年6月のDisney+のサービス開始後も、「ディズニーDX」や優待サービスなどを引き続き提供された。同年10月6日に「スター・ウォーズ DX」「マーベル DX」の2つのアプリの提供は終了した。マーベル、スター・ウォーズのニュース、特別映像、デジタルコンテンツ（壁紙、スタンプなど）のサービスは同日リニューアルしたアプリ「ディズニーDX」に移行した。